# They Will Return
They Will Return – drugi album studyjny fińskiej grupy muzycznej Kalmah.

## Lista utworów
1. „Hollow Heart” – 4:44
2. „Swamphell” – 4:52
3. „Principle Hero” – 4:24
4. „Human Fates” – 5:50
5. „They Will Return” – 3:53
6. „Kill the Idealist” – 5:13
7. „Blind Leader” – 4:06
8. „My Nation” – 5:30
9. „Skin o’ My Teeth” – 2:59

## Twórcy
- Pekka Kokko – śpiew, gitara
- Antti Kokko – gitara
- Timo Lehtinen – gitara basowa
- Janne Kusmin – perkusja
- Pasi Hiltula – keyboard